# Старомлыны
Старомлыны (бел. Старамлыны) — деревня в Дрогичинском районе Брестской области Белоруссии. Входит в состав Хомского сельсовета.

## География
Деревня находится в центральной части Брестской области, на берегах реки Ясельды, при автодороге Н-26281, на расстоянии приблизительно 17 километров (по прямой) к северо-северо-востоку от города Дрогичина, административного центра района. Абсолютная высота — 142 метра над уровнем моря. Площадь населённого пункта — 0,5733 км².

## История
По состоянию на 1905 год, существовало две деревни: Старомлыны I (на левом берегу Ясельды) и Старомлыны II (на правом берегу Ясельды). С—овокупное население обеих деревень составляло 275 человек. В административном отношении деревни входили в состав Хомской волости Кобринского уезда Гродненской губернии.
Согласно Рижскому мирному договору (1921), Старомлыны вошли в состав межвоенной Польши. Входила в состав гмины Хомск Дрогичинского повета Полесского воеводства. В 1921 году числилось 149 жителей, проживавших в 22 домах. В этническом составе населения того периода полещуки составляли 100 %. В конфессиональном составе населения преобладали православные христиане (96,6 %).
С 1939 года в БССР.

## Население
По данным переписи 2019 года, в деревне проживало 75 человек.
| Год  | Население, человек |
| ---- | ------------------ |
| 1905 | 275                |
| 1921 | ↘ 149              |
| 2009 | ↘ 112              |
| 2019 | ↘ 75               |